# Germain Louis Chauvelin
Germain Louis Chauvelin, markýz de Grosbois (26. března 1685, Amiens – 1. dubna 1762, Versailles) byl francouzský politik a diplomat z doby vlády Ludvíka XV. Od mládí působil v různých funkcích ve státní správě, nakonec byl ministrem zahraničí (1727–1737). V roce 1734 byl povýšen na markýze.

## Životopis

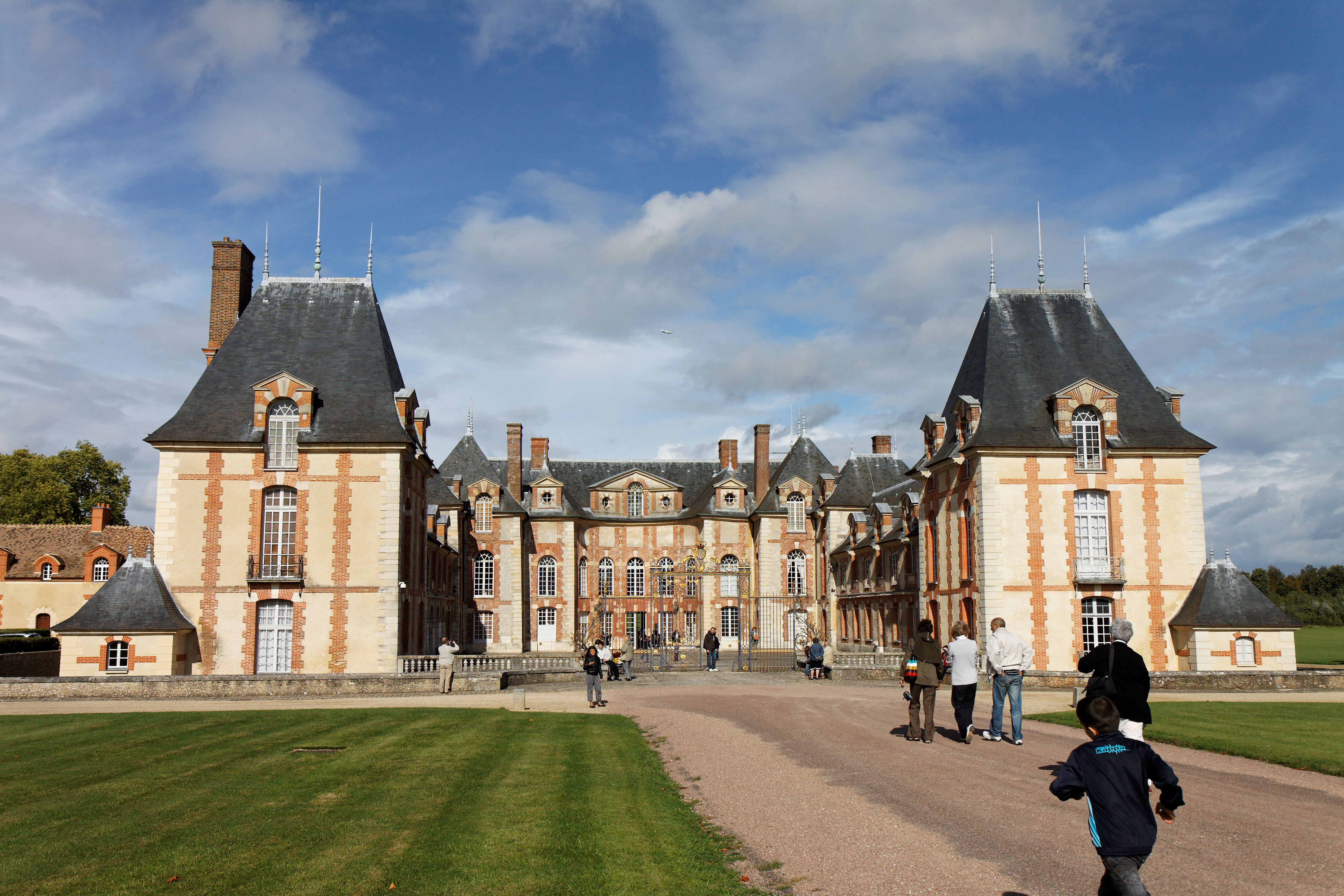
Zámek Château de Grosbois

Pocházel z tzv. úřednické šlechty (noblesse de robe), předkové žili od 16. století v Paříži a zastávali funkce ve státní správě. Narodil se jako mladší syn Louise III. Chauvelina (1642–1719), který zastával funkci intendanta v několika provinciích a nakonec byl generálním prokurátorem pařížského parlamentu. Germain od roku 1706 působil ve státní správě v různých funkcích, od roku 1711 byl právníkem státní rady (maître des requêtes), po smrti svého staršího bratra Louise IV. Chauvelina (1683–1715) získal post generálního advokáta pařížského parlamentu. V roce 1718 se seznámil s kardinálem Fleurym a stal se jeho poradcem. V roce 1727 byl jmenován ministrem spravedlnosti (respektive strážcem pečeti), ještě téhož roku se stal ministrem zahraničí a obě funkce si podržel deset let do roku 1737.
I když byl dlouholetým spolupracovníkem prvního ministra Fleuryho, neshodovali se v zásadních principech pojetí diplomacie. Zatímco Fleury proslul jako zastánce smírných řešení, Chauvelin byl otevřeným stoupencem nepřátelské politiky především vůči habsburské monarchii. Na Fleuryho podnět byl v únoru 1737 propuštěn z funkce ministra zahraničí, o půl roku odstoupil i z postu ministra spravedlnosti a byl vyhoštěn na svá venkovská panství. Po smrti kardinála Fleuryho (1743) se opět objevil u dvora, jeho pokus o návrat do vysokých funkcí byl však neúspěšný a znovu vykázán do soukromí. Po intervenci markýze d'Argensona a hraběte Maurepase se v roce 1746 mohl znovu vrátit ke dvoru, do veřejného dění však již nezasahoval. Byl nositelem Řádu sv. Ducha a Řádu sv. Michala.
Díky dědictví, sňatku a rentám ze státních úřadů dosáhl značného bohatství, což mu umožnilo zakoupit několik honosných sídel. V roce 1731 získal zámek Château de Grosbois (departement Val-de-Marne), od jehož názvu byl odvozen titul markýze (1734). Později se stal majitelem hradu Château de Brie-Comte-Robert (departement Seine-et-Marne, 1750), který nechal radikálně přestavět.
Jeho manželkou se v roce 1718 stala bohatá dědička Anne Cahouet de Beauvais (1695–1758). Z jejich manželství pocházelo sedm dětí, z nichž tři zemřely v dětství. Jediný syn Claude Louis Chauvelin, markýz de Grosbois (1718–1750), zemřel ještě před otcem na následky zranění ze souboje, dcery se provdaly do vlivných rodin Colbertů, Chamillartů a Rochefoucauldů.